# Samurai (Did You Ever Dream)
Samurai (Did You Ever Dream) är en sång framförd av Michael Cretu. Sången, som utgavs som singel den 7 september 1985, nådde fjärde plats på Sverigetopplistan.